# Smíšené zdivo
Smíšené zdivo se používalo v dřívějších dobách. Jedná se o kombinaci zdiva cihelného a kamenného. Cihly se zpravidla používaly na vnitřní líc (byl to dobrý podklad pod omítku). Pro zajištění lepšího provázání cihel a kamene se někdy zdivo prokládalo vrstvami cihel tzv. řetězy.

Ukázky smíšeného zdiva
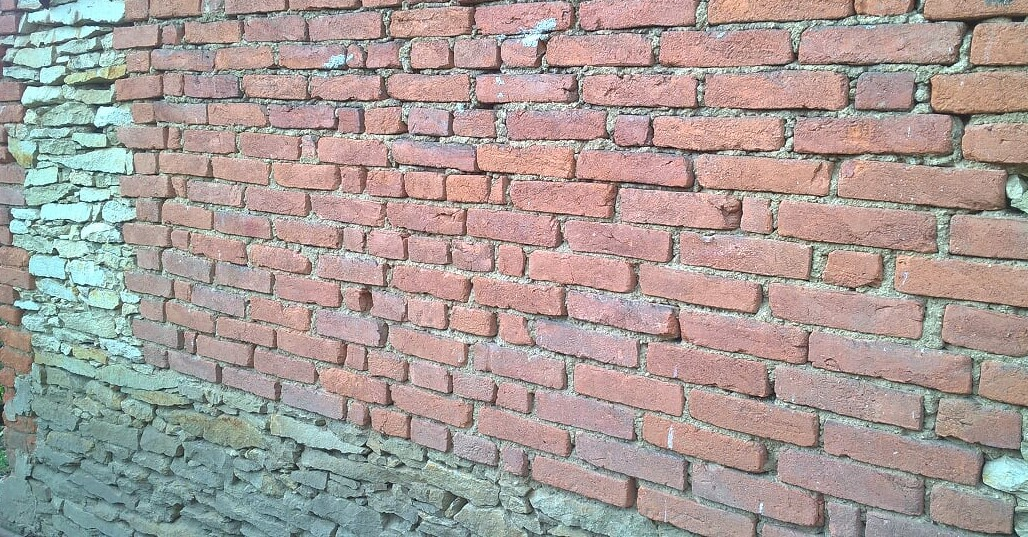
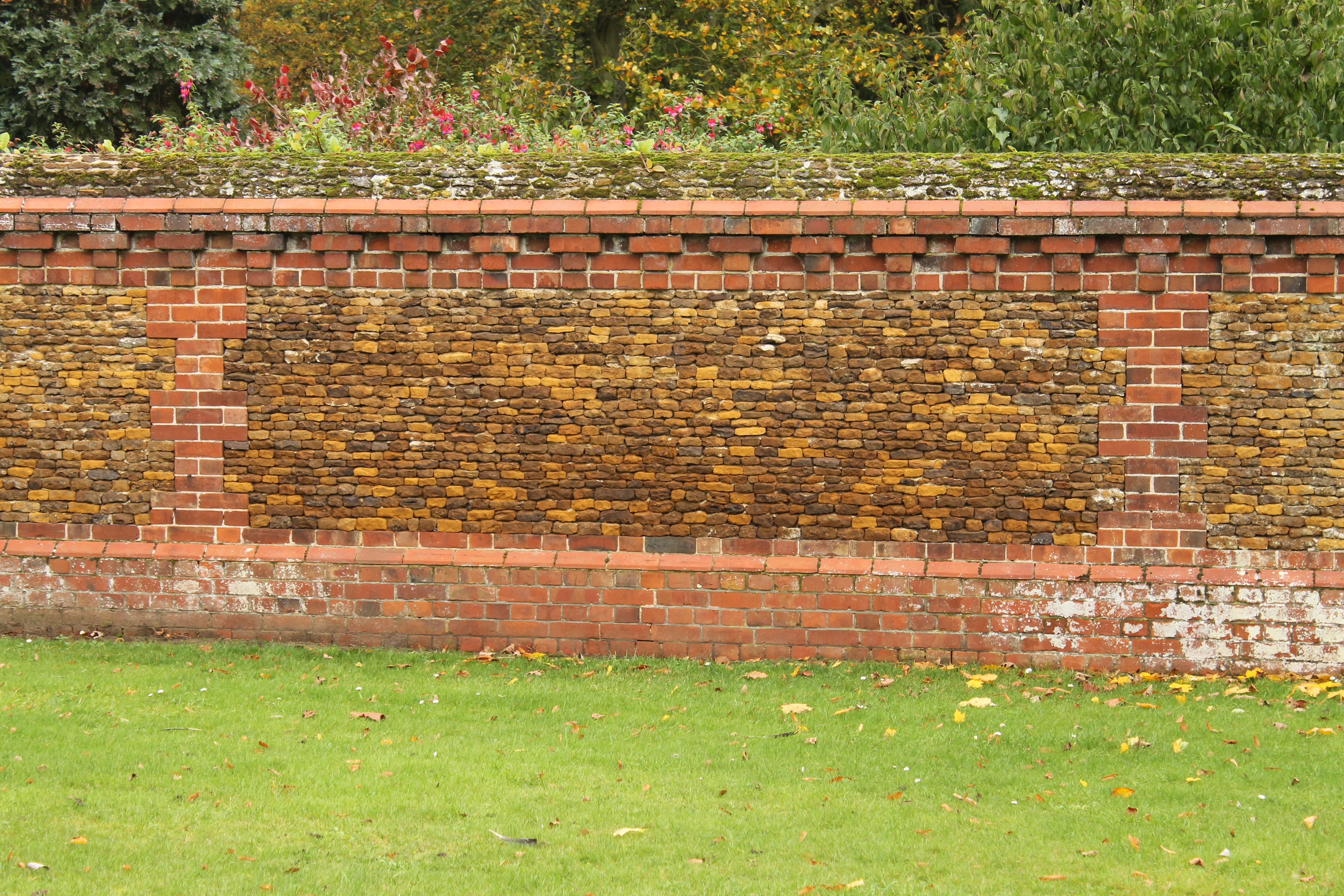
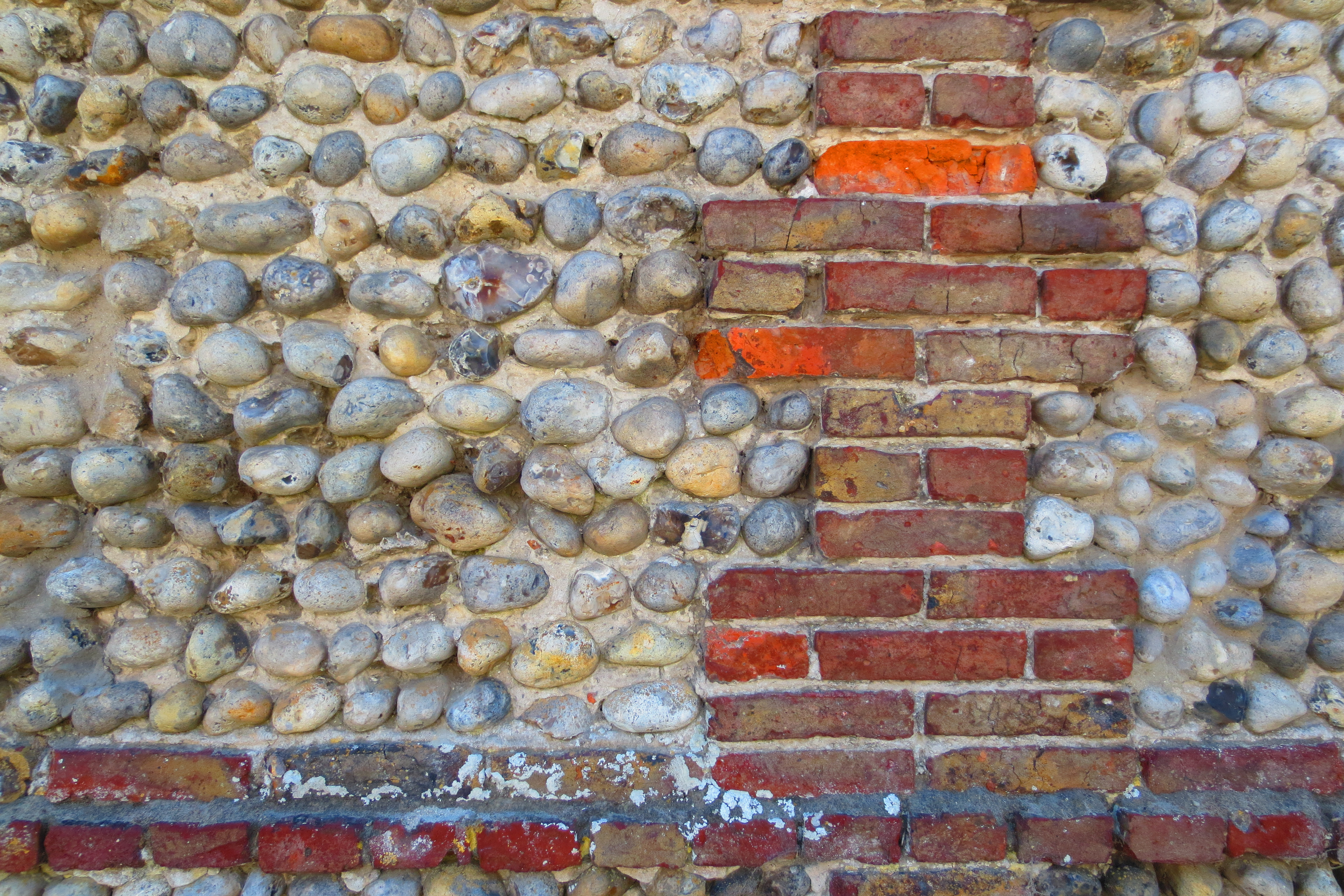
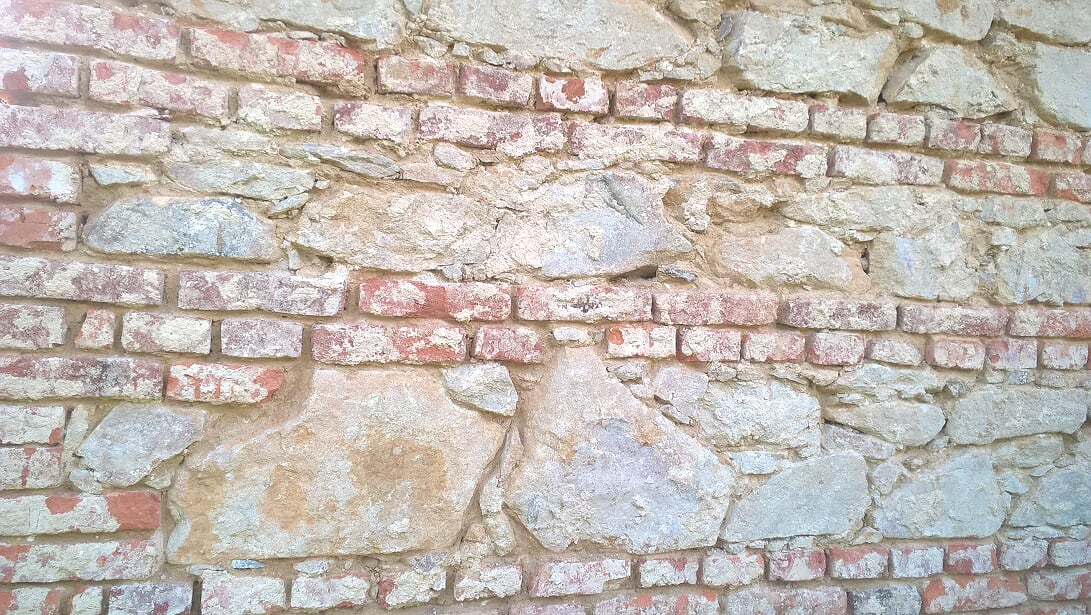